# Húng lủi
Húng lủi, húng nhủi, húng lũi, húng dũi hay húng láng (danh pháp hai phần: Mentha crispa L.) đều chỉ một cây rau thơm thuộc họ Hoa môi, chi Bạc hà, mọc hoang tại châu Âu (ngoại trừ phía cực Bắc) và tây bắc châu Phi, tây nam châu Á.
Chú ý phân biệt với húng Láng ("Láng" là tên địa danh), các loài húng được phát triển trên đất kẻ Láng của kinh thành Thăng Long xưa (nay là các phường Láng Hạ, Láng Trung, Láng Thượng quận Đống Đa, Hà Nội) và/hoặc loài húng thơm xuất xứ từ kẻ Láng.

## Đặc điểm
Húng lủi là loài cây thảo sống dai. Thân rễ mọc bò, thân bò dưới đất có vảy, thân trên mặt đất mang lá, phân nhánh, có thể cao đến 1 m. Lá có cuống, hình thuôn dài, mép khía răng cưa. Hoa hợp thành vòng ở kẽ lá. Quả bế, có nốt sần sùi. Toàn thân có mùi thơm, dùng làm gia vị ăn sống.